# Gabriel Báthory
Gabriel Báthory (ungerska: Gábor Báthory), född 1589, död 1613, var furste av Transsylvanien från 1608 till 1613. Han var kusin till Elizabeth Báthory. 
Han gjorde sig genom sina grymheter hatad i landet, framför allt av saxarna, vilkas rättigheter han försökte inskränka. Báthory försökte stödja sig än på turkarna och än på tysk-romerske kejsaren, och vann därigenom misstro på bägge sidor. Den turkiske sultanen avsatte honom som härskare i Siebenbürgen, och hans medtävlare om makten Gábor Bethlen valdes i stället av ständerna till furste. Báthory mördades samtidigt på anstiftan av den kejserlige befälhavaren.

## Barn
- Sophia Báthory